# Marec
Marec (Brugge, 27 januari 1956) is een Belgisch cartoonist uit Brugge.
Hij maakt reeds 35 jaar cartoons over politiek en actualiteit. Tegenwoordig is hij huiscartoonist van Het Nieuwsblad en Dag Allemaal.
In 2014 richtte hij het collectief The Cartoonist op en in 2017 zijn eigen cartooncafé en galerie De Loge van Marec in de Sint-Jakobsstraat in Brugge.
Marecs eerste cartoons verschenen in de Brugse Uitkrant en Wordt Vervolgd. Hij werd opgemerkt door Karel Anthierens, die hem in 1993 vroeg om de dagelijkse cartoons te maken voor Het Volk. Sindsdien verwent hij ons met rake cartoons, waarmee hij de actualiteit net even iets anders belicht. Met succes: hij valt regelmatig in de prijzen. Op zijn palmares staan drie eervolle vermeldingen, een Special Achievement Award en de eerste prijs Press Cartoon Belgium 2015. Daarnaast een 20-tal boeken (jaaroverzichten), een boek met 100 erotische tekeningen en het boek De Keuze van Marec, een bundel van zijn favoriete cartoons van vroeger tot nu.
In 2023 kreeg Marec op het cartoonfestival in Knokke-Heist een lifetime achievement award.